# Laberinto de amor
Laberinto de amor es el decimotercer álbum de estudio de Camela. Fue publicado en 2008 en España. También salió una edición limitada que incluía un equipo de karaoke, con pistas de algunos de sus éxitos.

## Lista de canciones del álbum
| Laberinto de amor |                           |                                                  |          |  |
| N.º               | Título                    | Escritor(es)                                     | Duración |  |
| 1.                | «Yo por ti»               | Rubén Martín Muñoz                               | 4:09     |  |
| 2.                | «Laberinto de amor»       | M. Ángeles Muñoz Dueñas                          | 4:03     |  |
| 3.                | «La más bonita»           | M. Ángeles Muñoz Dueñas                          | 5:06     |  |
| 4.                | «Si no ¿de qué?»          | Rubén Martín Muñoz,                              | 4:02     |  |
| 5.                | «Por las calles de abril» | Rubén Martín Muñoz                               | 3:49     |  |
| 6.                | «Ahora»                   | M. Ángeles Muñoz Dueñas                          | 4:07     |  |
| 7.                | «Estás conmigo ¿Si o no?» | Miguel Ángel Cabrera Jiménez, Rubén Martín Muñoz | 3:47     |  |
| 8.                | «Ellos»                   | Rubén Martín Muñoz                               | 3:27     |  |
| 9.                | «Tu mujer»                | M. Ángeles Muñoz Dueñas                          | 4:00     |  |
| 10.               | «Primer amor»             | M. Ángeles Muñoz Dueñas                          | 4:05     |  |
| 40:00             |                           |                                                  |          |  |

## Pack especial
1. CD Laberinto de amor
2. Micrófonos serigrafiados
3. DVD Karaoke:

- Dame tu cariño (Videoclip y Karaoke)
- Amor.com (Videoclip y Karaoke)
- Nunca debí enamorarme (Videoclip y Karaoke)
- Cuando zarpa el amor (Videoclip y Karaoke)
- El calor de mi cuerpo (Videoclip y Karaoke)
- El deseo es cosa de dos (Videoclip y Karaoke)
- Te prometo el universo (Videoclip y Karaoke)

## Posicionamiento
| Lista  | Proveedor  | Posición | Certificación | Ventas  |
| ------ | ---------- | -------- | ------------- | ------- |
| España | Promusicae | 3        | 1x Oro        | 40 000+ |

- Datos: Q5968591